# Генцианоза
Генциано́за — органическое соединение, является невосстанавливающим трисахаридом, имеет формулу C18H32O16, представляет собой 6-(β-глюкозидо)-сахарозу, или 6-(β-глюкопиранозидо)-α-глюкопиранозидо-β-фруктофуранозид.
Генцианоза была обнаружена в 1882 Мейером в корнях растения (получена из 95 %-спиртового экстракта высушенных корней) горечавки жёлтой (Gentiana lutea), откуда и получила своё название.

## Нахождение в природе
Генцианоза присутствует в значительном количестве в корнях растений, таких как горечавки (Gentiana lutea, Gentiana purpurea, Gentiana asclepiadea, Gentiana punctata и Gentiana cruciata).

## Строение и свойства
Генцианоза состоит из 2-х остатков глюкозы и одного остатка фруктозы, один остаток глюкозы связан с сахарозой, которая образована другим остатком глюкозы и фруктозой. Или по-другому: из одной молекулы фруктозы, и двух связанных остатков глюкозы, которые образуют генциобиозу.

## Физические свойства
Представляет собой кристаллическое твёрдое вещество, с высокой температурой плавления, легко растворимое в воде и имеет слегка сладковатый вкус.

## Химические свойства
Из-за отсутствия свободной OH-группы (гидроксильной) у аномерного атома углерода, генцианоза является невосстанавливающим сахаром, и поэтому не реагирует с раствором Фелинга, который при этом остаётся синим.
При полном гидролизе генцианозы образуются две молекулы глюкозы и одна молекула фруктозы. Разбавленной серной кислотой и инвертазой она расщепляется на фруктозу и генциобиозу.